# Franz Cisar
Franz Cisar (né le 28 novembre 1908 en Autriche-Hongrie) était un joueur international de football autrichien qui évoluait en tant que défenseur.

## Biographie
En France, il est connu pour avoir évolué dans le championnat français au FC Metz entre 1936 et 1937.
L'apogée de la carrière de Franz Cisar arriva lorsqu'il fut convoqué pour disputer la coupe du monde 1934 avec l'équipe d'Autriche de football.

## Palmarès
- Coupe d'Autriche (1) :
  - 1931